# Lafox
Lafox é uma comuna francesa na região administrativa da Nova Aquitânia, no departamento Lot-et-Garonne. Estende-se por uma área de 5,23 km². Em 2010 a comuna tinha 1 157 habitantes (densidade: 221,2 hab./km²).